# うちにかえったガラゴ
『うちにかえったガラゴ』は、2002年6月に文溪堂より発行された島田ゆか作の絵本である。

## あらすじ
ガラゴは旅するかばん屋。ある日冬の訪れを予感したガラゴは店じまいをして家に戻ることにする。無事に帰宅をしたが、旅の疲れをとる間もなく次々と友人らが訪ねてくる。

## 登場するキャラクター
ガラゴ
旅するかばん屋。暖かい季節にしか営業しない。いつも左右で違う色の靴を履き、縞模様のマフラーをしている。
とらちゃん
旅する雑貨屋のハムスター。『バムとケロのおかいもの』にも登場し、市場でお店を出店している。
らくちゃん
ピーナッツ売りをしている。『バムとケロのおかいもの』の中でもピーナッツを売る姿が描かれている。
ぷるどちゃん
床屋をしている。体全体が灰色で、頭がりんごに耳が生えた形をしている。『バムとケロのおかいもの』、『バムとケロのもりのこや』にも登場する。
ヤモとゲッコ
双子のヤモリ。ヤモは体が緑色でゲッコはオレンジ色。雪が原因で車が動かなくなったため、助けを求めてガラゴの家を訪ねる。『バムとケロのもりのこや』にも登場する。
こみみさん
ガラゴの家の近くに住んでいる。カレーを持ってガラゴの家を訪ねてくる。『バムとケロのおかいもの』では調理器具を売るお店で働いている姿が描かれている。
バムとケロ
バムとケロシリーズの主人公。ラストに登場する。ただし､顔は正面から映らない

## 収録
- 『うちにかえったガラゴ』（島田ゆか、文溪堂、2002年、ISBN 4-8942-3331-2）

## 関連書籍
- 『かばんうりのガラゴ』（島田ゆか、文溪堂、1997年、ISBN 4-8942-3200-6）
- 『バムとケロのにちようび』（島田ゆか、文溪堂、1994年、ISBN 4-8942-3042-9）
- 『バムとケロのそらのたび』（島田ゆか、文溪堂、1995年、ISBN 4-8942-3092-5）
- 『バムとケロのさむいあさ』（島田ゆか、文溪堂、1996年、ISBN 4-8942-3158-1)
- 『バムとケロのおかいもの』（島田ゆか、文溪堂、1999年、ISBN 4-8942-3210-3）
- 『バムとケロのもりのこや』（島田ゆか、文溪堂、2011年、ISBN 978-4-8942-3707-0）